# Mesochorus bulbosus
Mesochorus bulbosus är en stekelart som beskrevs av Dasch 1974. Mesochorus bulbosus ingår i släktet Mesochorus och familjen brokparasitsteklar. Inga underarter finns listade i Catalogue of Life.